# Amarylis

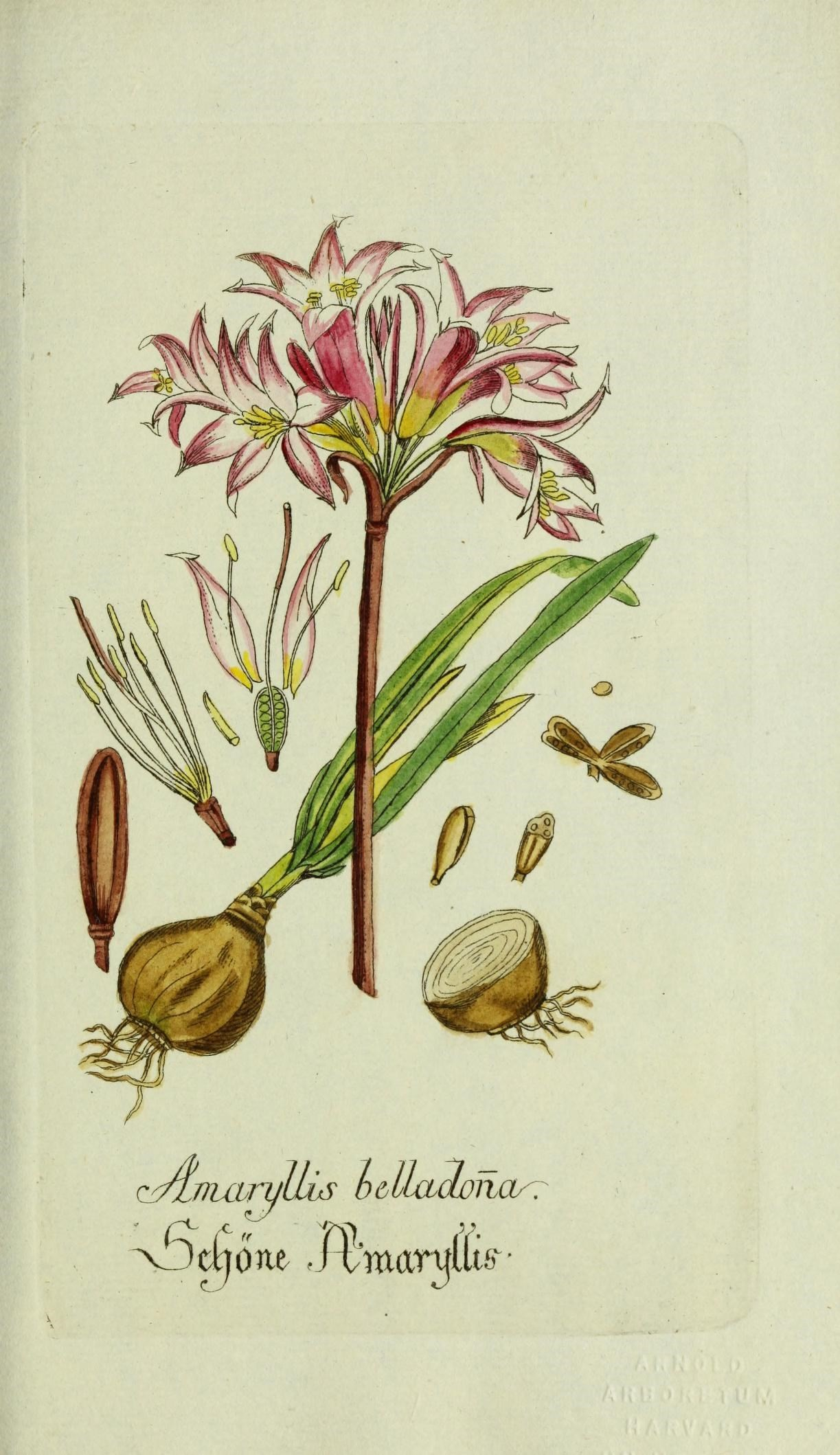
Budowa amarylisa nadobnego

Amarylis (Amaryllis L.) – rodzaj roślin z rodziny amarylkowatych, obejmujący dwa gatunki pochodzące z Afryki Południowej. Gatunek amarylis nadobny występuje endemicznie w Cape Floral
w Prowincji Przylądkowej Zachodniej. Z uwagi na rozpowszechnienie tego gatunku w uprawie jako rośliny ozdobnej, został introdukowany do Ameryki Północnej, Ameryki Środkowej, Europy, Australii i Nowej Zelandii. W 1998 r. populacja amarylisów występujących endemicznie na półkach skalnych na pustyni Richtersveld w Prowincji Przylądkowej Północnej została po badaniach uznana za odrębny gatunek amarylisa: Amaryllis paradisicola, różniący się od amarylisa nadobnego głównie dużo szerszymi i krótszymi, owłosionymi liśćmi oraz tworzeniem większej liczby kwiatów, o nieco innej budowie.
Nazwą amarylis często określane są mylnie rośliny uprawne z rodzaju zwartnica Hippeastrum.

## Morfologia
PokrójWieloletnie rośliny zielne, tworzące podziemne z cebule.
LiścieLiście odziomkowe, szerokorównowąskie, dystychiczne, jednoroczne.
KwiatySilnie pachnące, lejkowate kwiaty zebrane są w wyrastający na głąbiku baldach, wsparty okrywą z dwóch podsadek. Okwiat lejkowaty, zwykle lekko grzbiecisty, nieco zwisły, sześciolistkowy. Sześć pręcików o równowąskich, zakrzywionych główkach, skierowanych do wewnątrz. Zalążnia dolna, trójkomorowa, podługowata, z wieloma zalążkami w każdej komorze. Szyjka słupka trójdzielna.
OwocePrzypominające jagody, niemal kuliste torebki, zawierające niewiele zielonych lub różowych nasion.

## Systematyka i zmienność
Należy do podplemienia Amaryllidinae, plemienia Amaryllideae, podrodziny Amaryllidoideae w rodzinie amarylkowatych (Amaryllidaceae).
Gatunki
- Amaryllis belladonna L. – amarylis nadobny
- Amaryllis paradisicola Snijman

## Zagrożenie i ochrona
Gatunek A. paradisicola, znany z dwóch małych, odizolowanych subpopulacji, został uznany za gatunek narażony na wyginięcie. Zagrożony zbieractwem i niszczeniem przez pawiany. Żerujące pawiany niszczą owocostany tych roślin. Poważna degradacja pastwisk w Richtersveld z powodu nadmiernego wypasu powoduje, że pawiany są zmuszane do żerowania na obszarach niedostępnych dla zwierząt gospodarskich, takich jak siedlisko tego gatunku. Gatunek ten jest również narażony na zbieractwo dla celów medycyny naturalnej, ale zasięg zagrożenia nie jest znany.

## Nazewnictwo
Etymologia nazwy naukowejNazwa rodzajowa tej rośliny pochodzi od imienia pastereczki występującej w poezji Wergiliusza.
Synonimy
- Belladonna (Sweet ex Endl.) Sweet ex Harvey
- Coburgia Herb.
- Liliago Heist.
- Lilionarcissus Trew

## Uprawa
Amarylis nadobny jest popularną rośliną ozdobną. Nazwą amarylis określa się często mylnie rośliny z rodzaju zwartnica.